# Manuel Clemente
Manuel José Macário do Nascimento Clemente (Torres Vedras, 1948. július 16. –) katolikus pap, a Lisszaboni patriarkátus nyugalmazott pátriárkája, bíboros.

## Élete
1979. június 29-én szentelték pappá. Teológiából doktorált a Portugál Katolikus Egyetemen. Rektor-helyettesként és rektorként szolgált a nagyszemináriumban, tagja volt a székesegyházi káptalannak, a Papi és a Lelkipásztori Tanácsnak. 

### Püspöki pályafutása
1999. november 6-án Szent II. János Pál pápa kinevezte Pinhel címzetes püspökévé és lisszaboni segédpüspökké. XVI. Benedek pápa 2007. február 22-én a Portói egyházmegye püspökévé, Ferenc pápa pedig 2013. május 18-án lisszaboni pátriárkává nevezte ki, majd a 2015. február 14-i konzisztóriumon bíborossá kreálta. 
2013. június 19. és 2020. június 16. között a Portugál Püspöki Konferencia elnöki tisztét is betöltötte.
2023. augusztus 10-én Ferenc pápa nyugállományba helyezte.